# 崩光瑠
崩 光瑠（くずれ ひかる、1991年5月12日 - ）は、トップリーグの日野レッドドルフィンズに所属しているラグビー選手。

## プロフィール
- 青森県出身[1]。
- ポジションはフッカー(HO)。
- 身長 180cm、体重 113kg
- 関東大学リーグ戦１部のベスト15に選ばれたことがある[2]。

## 略歴
2010年、八戸西高校卒業後、東海大学に入る。
2014年、東海大学卒業後、東芝ブレイブルーパスに加入。同年9月20日に行われたジャパンラグビートップリーグ第5節の豊田自動織機シャトルズ戦に途中出場で公式戦初出場を果たす。 
2016年、日野自動車レッドドルフィンズに加入。